# 나주 홍기창 가옥
나주홍기창가옥(羅州洪起昌家屋)은 대한민국 전라남도 나주시 다도면 풍산리에 있는 건축물이다. 1986년 2월 7일 전라남도의 민속문화재 제9호로 지정되었다.

## 개요
풍산 홍씨 집성촌인 도래마을 깊숙한 곳에 자리잡고 있는 살림집이다. 원래 안채, 사랑채, 행랑채를 갖춘 집이었다고 하는데 지금은 안채만 남아 있다. 건물에서 발견된 기록(상량문)으로 미루어 1918년에 지은 것으로 추정한다.
안채는 6칸 크기의 一자형 집으로 부엌방과 부엌·안방·대청마루방으로 구성되어 있다. 대청마루에는 앞쪽으로 1칸 반 크기의 작은방을 두었고 뒤쪽에 함실아궁이를 만들어 놓았다.
비교적 건물의 규모가 크고 구성과 구조가 건실하여 당시 주택을 살피는데 좋은 자료가 되고 있다.

## 참고 자료
- 나주홍기창가옥 - 국가유산청 국가유산포털